# ديريك السادس، كونت هولندا
ديريك السادس من هولندا (حوالي 1114 – 5 أغسطس 1157)، يعرف أيضاً بDietrich بالألمانية، Thierry بالفرنسية، وTheodoric بالإنجليزية، كان كونت هولندا بين 1121 و1157، بينما كان قاصراً، تحت وصايه والدته بيترونيلا. وكان ابن الكونت فلوريس الثاني. وبعد وفاته خلفه ابنه الأكبر فلوريس الثالث. تزوج صوفي من سالم، كونتيسة راينيك وبينثيم. وكانت وريثة للبينثيم.